# Ceratobasidium globisporum
Ceratobasidium globisporum är en svampart som beskrevs av Warcup & P.H.B. Talbot 1980. Ceratobasidium globisporum ingår i släktet Ceratobasidium och familjen Ceratobasidiaceae.   Inga underarter finns listade i Catalogue of Life.